# Megatrioza bryani
Megatrioza bryani är en insektsart som först beskrevs av Crawford 1928.  Megatrioza bryani ingår i släktet Megatrioza och familjen spetsbladloppor. Inga underarter finns listade i Catalogue of Life.